# Rialma
Rialma là một đô thị thuộc bang Goiás, Brasil. Đô thị này có diện tích 268,958 km², dân số năm 2007 là 13000 người, mật độ 41,5 người/km².